# The Sound (альбом)
The Sound — первый японоязычный студийный альбом южнокорейского бой-бэнда Stray Kids, выпущенный лейблом Epic Records Japan 22 февраля 2023 года. Основанный на оркестровой теме и собственной уникальной музыкальной концепции группы, альбом состоит из десяти композиций, которым предшествуют сингл «Scars», японские версии «Thunderous» и «Case 143», а также одноимённый заглавный сингл. The Sound возглавлял японские чарты Oricon Albums Chart и Billboard Japan Hot Albums.

## Предыстория и выпуск
После выпуска японской версии «Case 143» 15 декабря 2022 года, Stray Kids впервые анонсировали свой дебютный японский студийный альбом через трейлер 23 декабря, релиз которого запланирован на 22 февраля следующего года. Альбом стал доступен для предварительного заказа в тот же день, выйдя в четырёх изданиях — лимитированных A (компакт-диск + blu-ray), B (компакт-диск + SpecialZine), обычном, и восьми лимитированных изданиях FC с индивидуальными обложками. Название альбома, The Sound, а также его список композиций, основные промо-изображения и обложки каждого издания были представлены 16 января 2023 года. Визуальные образы изображают концепцию оркестра, демонстрируя игру участников на различных музыкальных инструментах. Основной трейлер был выложен 25 января. Оригинальный сингл «The Sound» был выпущен 28 января, а «There» — 15 февраля в качестве промо-сингла.

## Музыка и тексты песен
The Sound состоит из десяти композиций; шесть синглов — оригинальные японские песни, а четыре трека — предыдущие релизы, записанные на японском языке: «Case 143» и «Chill» из мини-альбома Maxident (2022), а также двойной А-сингл «Scars» и японская версия «Thunderous». Ограниченное издание FC дополнительно включает инструментальную версию заглавного сингла. Три участники Stray Kids и его продюсерского юнита 3Racha, Пан Чхан, Чханбин и Хан написали и спродюсировали большинство песен в альбоме. Кроме того, в написании песен «DLMLU» и «Novel» приняли участие Хёнджин и Сынмин соответственно.
Альбом начинается заглавным синглом «The Sound», демонстрирующим уверенность и отношение группы к своей музыке. «Battle Ground» показывает «их энтузиазм и решимость выжить в мире музыки». «Lost Me» — «душераздирающая» баллада об одиночестве без любимого человека. «DLMLU» означает «Don’t Let Me Love You», выражая чувство «расставания». «Novel» показывает воображение «сладкой любви в романе или драме» и «чувство влюблённости». Заключительный сингл «There» — «душераздирающая» и «грустная» баллада о конце любви. По словам участников, это вторая часть песни «Your Eyes» из их предыдущего мини-альбома Circus (2022).

## Продвижение
В честь выпуска Stray Kids совместно с универмагом Shibuya 109 провели кампании ко Дню святого Валентина и Белому дню, украсив универмаг и запустив поп-ап магазин в Токио и Осаке в феврале и марте 2023 года. Группа также сотрудничала с сервисом Spotify Japan для акции по продаже марок для посещения специальной поп-ап выставки «Magnet by Shibuya109» через неделю после релиза, и FamilyMart для лимитированных товаров. Stray Kids появились на обложках и дали интервью для журналов Nylon Japan и Aera. В день релиза группа провела предварительную запись живого мероприятия для представления альбома. 5 марта Stray Kids появились на варьете-шоу Gyōretsu no Dekiru Sōdansho на канале Nippon TV, чтобы разбить стены из пенопласта и удивить японского актёра Рихито Итагаки.
Stray Kids впервые исполнили песню «The Sound» в программе Music Station 27 января 2023 года, а также на Buzz Rhythm 02 17 февраля. Группа появилась на YouTube-канале The First Take для исполнения переаранжированной японской версии «Case 143» и «Lost Me» 24 февраля и 8 марта соответственно. 11-12 февраля в Сайтама Супер Арена и 25-26 февраля в Kyocera Dome Осака группа провела концерты в рамках мирового тура «Maniac World Tour» в Японии. На концертах они исполнили заглавный сингл и японскую версию «Case 143» из альбома.

## Коммерческий успех
По данным Oricon, альбом The Sound был продан тиражом 250 422 экземпляра по состоянию на 21 февраля 2023 года и 378 000 экземпляров в первую неделю, заняв первое место в еженедельном чарте альбомов от 6 марта 2023 года, превзойдя 132 000 экземпляров предыдущего мини-альбома Circus и став первым возглавлявшим альбомом группы и самым высоким общим объёмом физических продаж в Японии. Альбом также дебютировал на первой позиции в Combined Albums Chart и Albums Chart.
Издание Billboard Japan первоначально сообщило, что The Sound был продан в количестве 354 746 физических копий и 1 006 загрузок в период с 20 по 22 февраля. Альбом дебютировал на первой позиции в Billboard Japan Hot Albums, заработав 450 808 физических копий и заняв первое место в Top Albums Sales; и 1 434 цифровых продаж, заняв второе место в Download Albums. В чартах Billboard Japan за 2023 год альбом достиг шестого места в списке «Горячих альбомов», заработав 624 173 компакт-дисков и 2 754 цифровых продаж. The Sound получил золотой сертификат от Японской ассоциации звукозаписывающих компаний (RIAJ) 10 марта, а в следующем месяце — двойной платиновый.

## Список композиций
| №                   | Название                       | Текст песни                             | Музыка                                         | Аранжировка                   | Длительность |
| ------------------- | ------------------------------ | --------------------------------------- | ---------------------------------------------- | ----------------------------- | ------------ |
| 1.                  | «The Sound»                    | Пан Чхан Чханбин Хан D&H (Purple Night) | Пан Чхан Чханбин Хан Зак Джурич Кайл Рейнольдс | Зак Джурич Рейнольдс Пан Чхан | 3:00         |
| 2.                  | «Battle Ground»                | Пан Чхан Чханбин Хан KM-Markit          | Пан Чхан Чханбин Хан Frants                    | Пан Чхан Frants               | 3:33         |
| 3.                  | «Lost Me»                      | Чханбин Sunny Boy                       | Чханбин Пан Чхан Версачхой                     | Пан Чхан Версачхой            | 3:09         |
| 4.                  | «DLMLU» ()                     | Чханбин Yohei                           | Чханбин Пан Чхан Версачхой                     | Пан Чхан Версачхой            | 3:14         |
| 5.                  | «Novel»                        | Сынмин KM-Markit                        | Сынмин Пан Чхан Никко Ён                       | Пан Чхан Никко Ён             | 3:08         |
| 6.                  | «Case 143» (японская версия)   | Пан Чхан Чханбин Хан KM-Markit          | Пан Чхан Чханбин Хан Рафаэль Дэвид Йосиа       | Рафаэль Дэвид Йосиа Пан Чхан  | 3:13         |
| 7.                  | «Chill» (японская версия)      | Хан KM-Markit                           | Хан Пан Чхан                                   | Версачхой Пан Чхан            | 3:18         |
| 8.                  | «Scars»                        | Пан Чхан Чханбин Хан KM-Markit          | Армадилло Пан Чхан Чханбин Хан                 | Пан Чхан Версачхой            | 3:19         |
| 9.                  | «Thunderous» (японская версия) | Пан Чхан Чханбин Хан KM-Markit          | Пан Чхан Чханбин Хан HotSauce                  | HotSauce Пан Чхан             | 3:04         |
| 10.                 | «There»                        | Чханбин Пан Чхан KM-Markit              | Чханбин Пан Чхан ДжунТу                        | ДжунТу Bang Chan              | 3:35         |
| Общая длительность: | Общая длительность:            | Общая длительность:                     | Общая длительность:                            | Общая длительность:           | 32:38        |

## Чарты
| Чарт (2023)                              | Высшая позиция |
| ---------------------------------------- | -------------- |
| Великобритания (UK Digital Albums Chart) | 87             |
| Венгрия (MAHASZ)                         | 13             |
| Япония (Billboard Japan Hot Albums)      | 1              |
| Япония (Oricon)                          | 1              |
| Япония (Oricon Combined Albums)          | 1              |

| Чарт (2023)     | Высшая позиция |
| --------------- | -------------- |
| Япония (Oricon) | 1              |

| Чарт (2023)                         | Высшая позиция |
| ----------------------------------- | -------------- |
| Япония (Billboard Japan Hot Albums) | 6              |
| Япония (Oricon Combined Albums)     | 8              |
| Япония (Oricon)                     | 9              |

## Продажи и сертификации
| Регион                                                      | Сертификация  | Продажи  |
| ----------------------------------------------------------- | ------------- | -------- |
| Япония (RIAJ) · Физический                                  | 2× Платиновый | 500 000^ |
| Япония · Цифровой                                           | —             | 2,252    |
| ^ Данные о тиражах приведены только на основе сертификации. |               |          |

### Комментарии
1. ↑  «DLMLU» — аббревиатура от «Don't Let Me Love You»[42].